# 红翅细尾鹩莺
红翅细尾鹩莺（学名：Malurus elegans），是雀形目细尾鹩莺科的一种鸟类。
红翅细尾鹩莺体重约9.59克，翼长约50毫米，嘴峰长约13.1毫米，喙宽度约2.9毫米，喙厚度约2.7毫米，跗蹠长约22.7毫米，尾长约75.7毫米。红翅细尾鹩莺在其分布区内为留鸟，其栖息在密集的高大树木组成的森林中，食性为肉食性，主要食物来源是陆生无脊椎动物。
红翅细尾鹩莺分布于西澳大利亚州的西南部地区。该物种是单型物种，没有亚种分化。